# Reactanță electrică
În teoria sistemelor electrice și electronice, reactanța electrică este o mărime caracteristică circuitelor de curent alternativ, notată cu X și egală cu produsul dintre impedanța Z și sinusul unghiului φ de defazaj între tensiunea aplicată și curentul care trece prin circuit:
{\displaystyle X=Z\cdot \sin \phi .}
În SI se măsoară în ohmi.
Această mărime este condiționată de prezența elementelor reactive (bobine și condensatori), putând fi pozitivă (sau inductivă, {\displaystyle X_{L}}) ori, respectiv, negativă (sau capacitivă, {\displaystyle X_{C}}), iar valoarea sa depinde de pulsația ω a curentului alternativ, astfel:
{\displaystyle X_{L}=\omega L} și {\displaystyle X_{C}=-{\frac {1}{\omega C}},}
L și C fiind inductanța și, respectiv, capacitatea circuitului considerat.
Rezistența la capacitate ({\displaystyle X_{C}}) poate fi exprimată și ca o valoare pozitivă. Valoarea rezistenței capacității depinde de capacitatea elementului {\displaystyle C} și de frecvența curentului curge {\displaystyle f}:
{\displaystyle X_{C}={\frac {1}{\omega C}}={\frac {1}{2\pi fC}}}
Aici {\displaystyle \omega } – frecvența ciclică egală cu {\displaystyle 2\pi f}.